# 사랑의 스튜디오
《사랑의 스튜디오》는 MBC TV에서 1994년 10월 23일부터 2001년 11월 4일까지 방송되었던 예능 프로그램이다.

## 방송 시간
| 방송 채널 | 방송 기간                          | 방송 시간                             |
| --------- | ---------------------------------- | ------------------------------------- |
| MBC TV    | 1994년 10월 23일 ~ 1995년 4월 16일 | 매주 일요일 오전 10시 15분 ~ 11시 5분 |
| MBC TV    | 1995년 4월 23일 ~ 1995년 11월 26일 | 매주 일요일 오전 10시 5분 ~ 11시 5분  |
| MBC TV    | 1995년 12월 3일 ~ 2001년 10월 21일 | 매주 일요일 오전 10시 ~ 11시          |
| MBC TV    | 2001년 11월 4일                    | 일요일 낮 1시 ~ 2시                   |

## 진행자
| 대수 | 진행자        | 진행 기간                          |
| ---- | ------------- | ---------------------------------- |
| 1대  | 임성훈 이영현 | 1994년 10월 23일 ~ 1998년 4월 19일 |
| 2대  | 임성훈 신애라 | 1998년 4월 26일 ~ 1998년 6월 21일  |
| 3대  | 임성훈 우희진 | 1998년 6월 28일 ~ 1998년 9월 13일  |
| 4대  | 임성훈 윤해영 | 1998년 9월 20일 ~ 1999년 10월 17일 |
| 5대  | 임성훈 박미선 | 1999년 10월 24일 ~ 2001년 11월 4일 |

## 참고 사항
- 윤해영이 1998년 9월 20일부터 보조 MC로 합류하였다.[3]
- 박미선이 윤해영의 뒤를 이어 1999년 10월 24일부터 합류하였다.[4]
- 1990년대에는 인기를 높았으나 2000년 이후부터 인기가 갈수록 떨어지자 낮은 시청률을 면치 못하고 프로그램을 폐지하였다.

## 결방
- 2001년 10월 28일 : MBC 스포츠 2001 메이저리그 월드시리즈 <애리조나 VS 뉴욕양키즈> 중계방송으로 인한 결방